# Клан Еліотт

Гребінь клану Еліотт.

Клан Еліотт (шотл. — Clan Eliott, гельск. — Clan Elloch, Clann Eloth) — клан Еллох, клан Елох — один з кланів рівнинної частини Шотландії — Лоуленду. Жив і володів землями в Шотландському Прикордонні. Люди з клану Еліотт переселялись в Ірландію.
Гасло клану: Fortiter et recte — Сміливо і справедливо (лат.)
Землі клану: Дамфріс-і-Галловей
Символ клану: білий глід
Пісня клану: «Сині капелюхи йдуть через кордон» (автор — сер Вальтер Скотт)
Вождь клану: Маргерет Еліотт Ред'ю (шотл. — Margaret Eliott Redheugh) — жінка на посаді XXIX вождя клану Еліотт
Резиденція вождів клану: Замок Ред'ю-тауер (шотл. — Redheugh Tower)

## Гілки клану
- Еліотт Ред'ю (шотл. — Eliotts Redheugh) — гілка вождя клану
- Еліотт Мінто (шотл. — Eliotts Minto)
- Еліотт Стобс (шотл. — Eliotts Stobs)

Союзники: клан Армстронг
Ворожі клани: клан Скотт

## Історія клану Еліотт

### Походження клану Еліотт
Походження клану Еліотт лишається невідомим. Клан Еліотт раптово з'являється на історичній сцені Шотландії в кінці XV століття як давній окремий клан зі своїми традиціями. символікою, вождями. Відсутність інформації про давню історію клану Еліотт пов'язують з руйнуванням та пожежею замку Стобс у 1712 році. Всі архіви і документи клану були втрачені у вогні, а люди що були носіями легенд і переказів загинули або померли.
Але згідно тих історичних переказів які збереглися, в давні часи клан називався Еллот, Елох, Еллох. Клан прийшов з підніжжя гір Гленші, що в Ангусі. За часів Роберта Брюса клан переселився в Тевіотдейл. В історії Шотландії це свого роду виняток. Справа в тому, що у 1320 році Вільям де Совліс — один з найсильніших аристократів Шотландії був визнаний винним у державній зраді щодо короля Роберта І Брюса. Вільяма де Совліс кинули за ґрати на все життя, і його землі Ліддесдейл та його замок Ермітаж були конфісковані і передані позашлюбному сину Роберта Брюса. Королю потрібно було, щоб на кордоні з Англією, а особливо на такій стратегічній ділянці кордону, жив вірний і випробуваний клан — такий як клан Еллот.

### XV століття
Відомо, що гілка клану Еллот Ред'ю жила на цих землях як мінімум з 1400 року. У документах від 1426 року відомий Джон Елвейдл Тевіотдейл. У 1476 році відомо про Еллота Ред'ю — Х вождя клану Еллот. Роберт Еллот збудував міцний замок на скелі в видом на брід Ермітаж-вотер у 1470 році. І це був лише один із 100 замків, що стояли в тих краях на кордоні з Англією і належали кланам Еллот та Армстронг — кланам Шотландського Прикордоння, що постійно воювали з Англією.

### XVI століття— війни кланів
Роберт Еллот — ХІІІ вождь клану Еллот був вбитий під час битви під Флодден в 1513 році. Клан Еліотт підтримав клан Скотт Буклевх у битві під Мелроуз у 1526 році. Але у 1565 році виникла смертельна ворожнеча між кланами Еллот та кланом Скотт, що були сусідами. Клан Скотт Буклевх вбив чотирьох неповнолітніх хлопців з клану Еллот за викрадення худоби. У відповідь сотні чоловіків з клану Еллот поїхали помститися за смерть. У результаті війни між кланами обидва клани мали важкі втрати, але зрештою клани помирилися.
Відбувся конфлікт між кланом Еллот та Джейсмом Хепберном — IV графом Босуелл, майбутнім чоловіком Марії Стюарт — королеви Шотландії. Перестрілка відбулася біля замку Ермітаж, граф був поранений. Здійснюючи помсту в 1569 році королівська армія чисельністю 4000 чоловік спустошила землі клану Еллот.

### XVII—XX століття
У 1603 році династичний союз Англії та Шотландії поклав кінець нескінченним взаємний рейдам на англо-шотландському Прикордонні. Щоб зупинити рейди і набіги король стратив дуже багато людей, багато людей з Прикордоння переселилися в Ірландію, де війна тривала і рейдери могли вести звичне для себе життя.
Роберт Елліот Ред'ю покинув землі Ліддесдейл і пішов у вигнання в Файф. Використанні літери «і» в назві клану почалось з 1650 року.
У 1666 році сер Гіллберт Елліот Стобс отримав титул баронета Нової Шотландії від короля Англії Чарльза II. Він став вождем клану Еліотт у 1673 році.
У 1764 році III баронет Еліотт відремонтував старий замок Стобс. Його другий син Август Елліот був нагороджений за героїчний захист Гібралтару в 1782 році.
Одна з гілок клану придбала землі Мінто в 1703 році. Гілберт Елліот-Мюррей-Кінінмоунд — І граф Мінто був дипломатом, що служив на Корсиці й у Відні. Він пізніше став генерал-губернатором Бенгалії.

## Вождь клану
Нинішнім вождем клану Еліотт є жінка — Маргарет Елліот Ред'ю — XXIX вождь клану Еліотт. Вона є дочкою сера Артура Еліотта — ХІ баронета Еліотт і XXVIII вождя клану Еліотт. Згідно традицій клану жінка може бути вождем клану, але не може успадкувати титул баронета.

## Замки клану Еліотт
- Замок Ред'ю-тауер (шотл. — Redheugh Tower) — історична резиденція вождів клану Еліотт.
- Замок Мінто-Хаус (шотл. — Minto House) — був резиденцією графів Мінто. Проте, в даний час знесений.
- Замок Стобс-тауер (шотл. — Stobs Tower) — резиденція вождів гілки Еліотт Стобс.